# Labrisomidae
Labrisomidae – rodzina morskich ryb z rzędu okoniokształtnych (Perciformes).

## Występowanie
Atlantyk, Pacyfik wokół wybrzeży Ameryk.

## Klasyfikacja
Rodzaje zaliczane do tej rodziny:
- Alloclinus
- Auchenionchus
- Calliclinus
- Cottoclinus
- Cryptotrema
- Dialommus
- Exerpes
- Haptoclinus
- Labrisomus
- Malacoctenus
- Nemaclinus
- Paraclinus
- Starksia
- Xenomedea